# Circuito Brasileiro de Voleibol de Praia Masculino Sub-23 de 2012
O Circuito Brasileiro de Voleibol de Praia Sub-23 de 2012, também chamado de Circuito Banco do Brasil de Vôlei de Praia Sub-23, foi a primeira edição da principal competição nacional de Vôlei de Praia Sub-23 na variante masculina, iniciado em 13 de março de 2012.

## Resultados

### Circuito Sub-23
| Evento                                                               | Ouro                                 | Prata                                | Bronze                     | Quarto lugar                         |
| 1ª Etapa João Pessoa, Paraíba 13 a 15 de março de 2012.              | Carlos Luciano Márcio Gaudie         | Marcus Carvalhaes Gustavo Carvalhaes | JP Lima Anderson Melo      | / Jô Gomes Ramon Gomes               |
| 2ª Etapa Aracaju, Sergipe 21 a 24 de maio de 2012.                   | Carlos Luciano JP Lima               | / Léo Vieira Márcio Gaudie           | / Jô Gomes Ramon Gomes     | Marcus Carvalhaes Gustavo Carvalhaes |
| 3ª Etapa São Luís, Maranhão 18 a 21 de junho de 2012.                | Marcus Carvalhaes Gustavo Carvalhaes | / Léo Vieira Anderson Melo           | Carlos Luciano JP Lima     | / Jô Gomes Ramon Gomes               |
| 4ª Etapa Campo Grande, Mato Grosso do Sul 9 a 12 de julho de 2012.   | Marcus Carvalhaes Gustavo Carvalhaes | / Léo Vieira Anderson Melo           | Carlos Luciano JP Lima     | / Jô Gomes Ramon Gomes               |
| 5ª Etapa Maceió, Alagoas 20 a 23 de agosto de 2012.                  | / Jô Gomes Ramon Gomes               | / Léo Vieira Anderson Melo           | Carlos Luciano JP Lima     | Leonardo Morais Eduardo da Rocha     |
| 6ª Etapa Rio de Janeiro, Rio de Janeiro 26 a 29 de novembro de 2012. | / Jô Gomes Ramon Gomes               | / Brian Rosa Márcio Gaudie           | / Léo Vieira Anderson Melo | Leonardo Morais Eduardo da Rocha     |